# Perodua Kenari

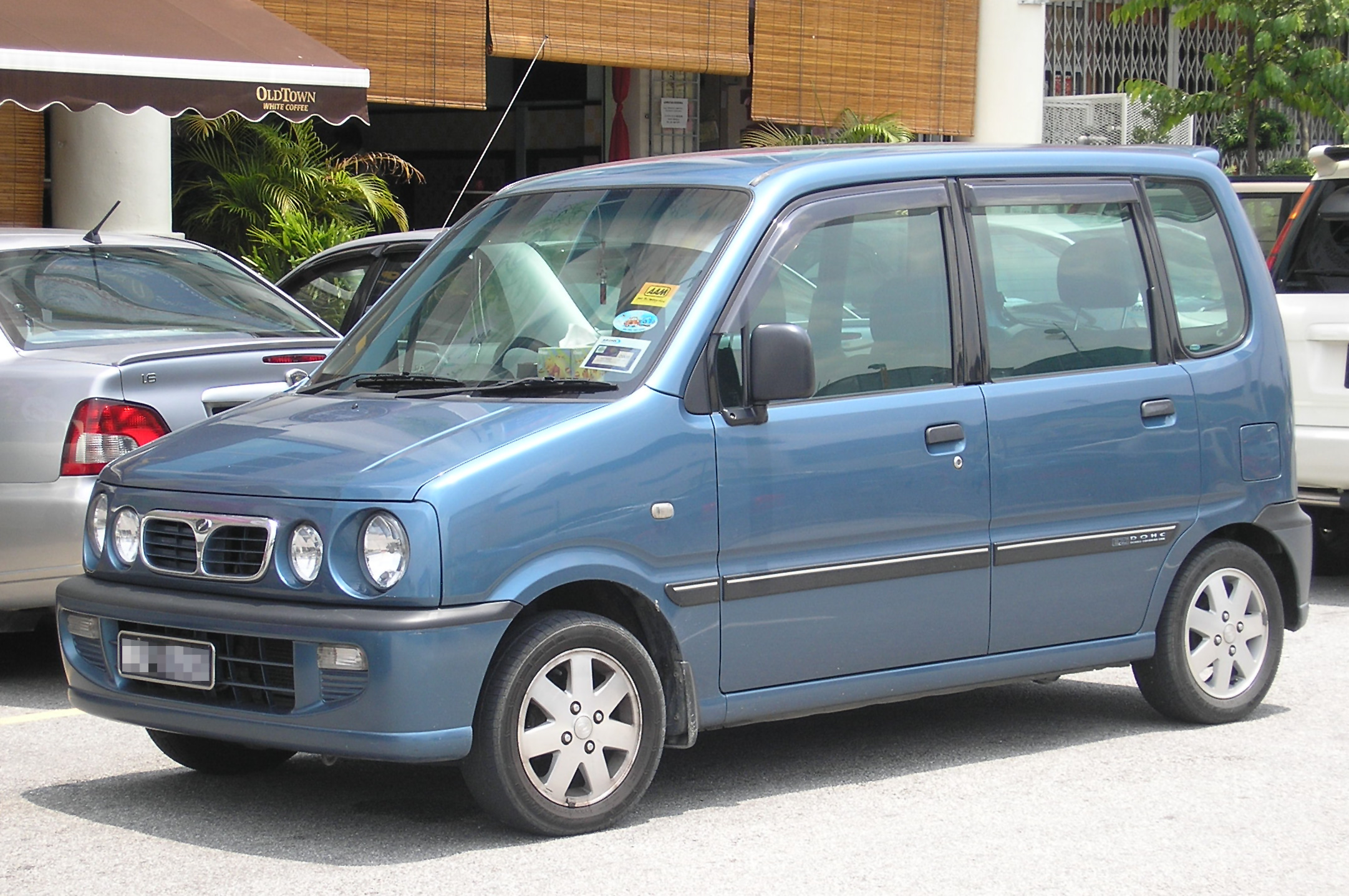

Perodua Kenari este un model al mărcii Perodua. El este bazat pe modelul Daihatsu Move. Are un motor de 1000 cc. Ea a fost vândută în Regatul Unit, în Egipt, Cipru și alte țări. Este încă în producție în Singapore.